# Choose Your Masques
Choose Your Masques es el decimotercer álbum de estudio de Hawkwind, lanzado por RCA/Active en 1982.
El personal que trabajó en este disco es básicamente el mismo que el del LP anterior, aunque aquí se vuelve a usar el nombre Hawkwind. 
El líder Dave Brock decide utilizar máquina de ritmos en algunas canciones, en lugar del batería Martin Griffin, quien no obstante permanece en la banda, aunque su labor se ve reducida, solo por compromiso Griffin acepta participar de la gira promocional, aunque terminada la misma se desvincula del grupo.
El escritor Michael Moorcock colabora una vez más con las letras de un par de canciones, aunque utiliza el nombre de su esposa como seudónimo (Lynda Steele), zanjando cualquier posible problema legal con su editor, Douglas Smith, con quien mantenía un litigio en ese momento.
La letra de "Fahrenheit 451", escrita por el poeta y exmiembro del grupo, Robert Calvert, está basada en el libro homónimo de Ray Bradbury.
La banda se embarcó en una gira británica de 29 fechas durante noviembre y diciembre para promocionar el disco, contando al grupo español Barón Rojo como acto apertura, más el regreso del saxofonista y miembro fundador, Nik Turner. 
Grabaciones de esta gira fueron incluidas en el álbum oficial "Zones" (1983), y en los discos de archivo "Out and Intake" (1987), y "Choose Your Masques: Collectors Series Volume 2" (1999).

## Lista de canciones
Lado A
1. "Choose Your Masks" (Michael Moorcock, Dave Brock) – 5:28
2. "Dream Worker" (Harvey Bainbridge) – 4:58
3. "Arrival in Utopia" (Moorcock, Brock) – 5:47
4. "Utopia" (Brock) – 3:00

Lado B
1. "Silver Machine" (Robert Calvert, Brock) – 4:22
2. "Void City" (Bainbridge, Brock) – 6:48
3. "Solitary Mind Games" (Marion Lloyd-Langton, Huw Lloyd-Langton) – 3:58
4. "Fahrenheit 451" (Calvert, Brock) – 4:48
5. "The Scan" (Bainbridge, Brock) – 1:02
6. "Waiting for Tomorrow" (Lloyd-Langton, Lloyd-Langton) – 3:46

## Personal
- Dave Brock: guitarra, voz, teclados
- Huw Lloyd-Langton: guitarra, voz
- Harvey Bainbridge: bajo, teclados, voz
- Martin Griffin: batería

invitado
- Nik Turner: saxo en "Void City"